# 모토로라 모토로이
모토로이(MOTO ROI)는 모토로라 모빌리티에서 제조/판매하는 안드로이드 스마트폰이다. 출시당시 안드로이드 2.0 이클레어를 탑재하였다.

## 제품명
본 제품은 원래 모토로라 드로이드1(모토쿼티)이었다. 하지만 모토로라 코리아는 대한민국 사용자환경에 맞춰 변형하여 출시하였다. 대한민국에만 출시된 모토로라의 현지화 모델로서, 모토쿼티와 기본적으로 동일한 사양이며, 쿼티 키패드가 없고 대신 지상파 DMB 수신 및 FM 라디오 수신 기능이 두가지가 모두 적용되어 있다는 점만 다르다.

## 논란
2010년 초 모토로이를 구입한 대한민국의 한 대학생이 인터넷 사용 중 발열 현상으로 손가락에 1도 화상을 입는 사건이 발생하여 결국 법정 분쟁으로 비화되었다.
2010년 7월에는 모토로라가 제품 소개 화면에서 내장 메모리의 용량과 관련된 내용을 누락, 플래시를 지원하지 않음에도 지원함으로 표시한 것이 고소로 이어졌다.

## 사진

전면부 모습
후면부 모습
측면부 모습